# Hult, Kristinehamns kommun
Hult är en ort i Kristinehamns kommun Värmlands län beläget vid Vänern.
Här finns en småbåtshamn, en campingplats, ett fritidshusområde, badstränder, ett sommarhem samt ett tiotal företag inom tjänste- och jordbrukssektorn.
Hult var tänkt som slutstation för Köping-Hults Järnväg, som cirka 1850 planerades att förbinda Köping vid Mälaren med Hult vid Vänern, för att i kombination med ångbåtstrafik skapa en snabbare förbindelse mellan Stockholm och Göteborg. Järnvägen byggdes delvis men inte ända till Hult, utan endast sträckan Köping-Örebro. Någon hamn för passagerarbåtar eller frakt byggdes inte heller i Hult, utan istället kom Karlstad, Kristinehamn och Otterbäcken att bli huvudhamnarna i nordöstra Vänern. Dessutom byggdes västra stambanan som knöt samman Stockholm med Göteborg helt utan behov av fartygstrafik.